# Theodor Pyl (Theologe)

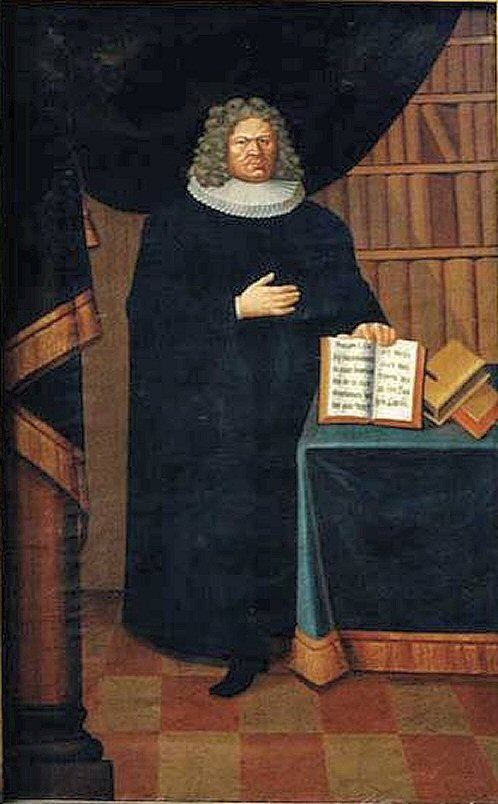
Bildnis des Diakons Magister Theodor Pyl im Dom St. Nikolai Greifswald

Theodor Pyl (* 20. August 1647 in Stralsund; † 19. Juli 1723 in Greifswald) war ein deutscher lutherischer Theologe und Physiker.

## Leben
Theodor Pyl entstammte einer Stralsunder Patrizierfamilie. Er besuchte das Gymnasium in Stralsund und studierte ab 1666 an der Universität Greifswald. Später wechselte er an die Universität Jena, wo er Mathematik-Vorlesungen gab und 1672 zum Magister promovierte.
Nach seiner Rückkehr nach Greifswald hielt er dort 1675 Vorlesungen über Mathematik und Festungsbau. 1676 wurde er Adjunkt der philosophischen Fakultät. Im gleichen Jahr wurde er nach einer Probepredigt zum Diaconus des Greifswalder Doms St. Nikolai berufen. Ab 1701 war er Professor der Theologie an der Greifswalder Universität. Außerdem befasste er sich mit Mechanik. Der spätere Archidiakon und Chronist Diedrich Hermann Biederstedt schrieb: „Was er in diesem Fach leistete, wurde zu seiner Zeit geschätzt“. Zu seinen naturwissenschaftlichen Arbeiten gehören Abhandlungen über die Planetenbewegung und genaue Zeitmessung. 
Nach seinem Tod wurde er im Greifswalder Dom beigesetzt, in dem sich auch ein Ölgemälde mit seinem Bildnis als Diakon befindet.
Sein Sohn Christoph Pyl (1678–1739) war ein Pädagoge und Historiker.

## Schriften
- Stilbon varians, seu hypothesium iisque innixorum calculorum Rudolphini et Cimbrici mirus sensus dissensus in loco Mercurii ad meridiem Adolphi, 1702.
- Horologium accuratum (Monographie über die Regulierung von Uhren).